# طارق البكاري
طارق البكاري، (ولد سنة 1988 في ميسور)، كاتب مغربي، حائز على جائزة المغرب للكتاب سنة 2016.

## سيرته
من مواليد مدينة ميسور سنة 1988 حاصل على شهادة الإجازة في الأدب العربي من كلية الآداب ظهر المهراز (فاس 2010) وعلى شهادة الكفاءة للتدريس من المدرسة العليا للأساتذة سنة 2011. يشتغل أستاذا للغة العربية بالسلك الثانوي التأهيلي بمدينة مراكش. له مجموعة من الأعمال الأدبية والمقالات المنشورة في منابر إلكترونية وورقية.

## مؤلفاته
- مرايا الجنرال عن دار الآداب - بيروت.
- نوميديا (رواية)  عن دار الآداب - بيروت، سنة 2015. رشحت للائحة الطويلة لجائزة البوكر 2016 ، وفي نفس السنة فازت بجائزة المغرب للكتاب في فئة السرديات والمحكيات و اختيرت ضمن القائمة القصيرة الخاصة بالجائزة البوكر للرواية العربية من نفس السنة.[4]
- القاتل الأشقر(رواية) عن دار الآداب - بيروت 2019.[1] فازت هذه الرواية بجائزة القراء الشباب للكتاب المغربي من تنظيم شبكة القراءة بالمغرب  نسخة 2019[5]